# 464 v. Chr.
Portal Geschichte | Portal Biografien | Aktuelle Ereignisse | Jahreskalender | Tagesartikel

◄ |
6. Jahrhundert v. Chr. |
5. Jahrhundert v. Chr. |
4. Jahrhundert v. Chr. |
►

◄ | 480er v. Chr. | 470er v. Chr. | 460er v. Chr. | 450er v. Chr. |
440er v. Chr. |
►

◄◄ | ◄ | 467 v. Chr. | 466 v. Chr. | 465 v. Chr. | 464 v. Chr. |
463 v. Chr. |
462 v. Chr. |
461 v. Chr. |
► |
►►

## Ereignisse

### Politik und Weltgeschehen/Katastrophen
Nach der Ermordung des persischen Großkönigs Xerxes I. aus dem Geschlecht der Achämeniden versucht Minister Artabanos auch seinen Nachfolger Artaxerxes I. zu stürzen. Die Verschwörung wird jedoch durch den Adligen Megabyzos II. verraten, Artabanos hingerichtet.
Im Süden der Peloponnes kommt es zu einem schweren Erdbeben, bei dem in Sparta vieles zerstört wird und rund 20.000 Menschen ums Leben kommen. Die Schwächung Spartas nutzen daraufhin die Heloten zu einem Aufstand, den die Spartiaten unter Archidamos II. vorläufig nicht unter Kontrolle bekommen können.

### Sport
Diagoras von Rhodos gewinnt den Faustkampf, Xenophon von Korinth den Stadionlauf und Fünfkampf bei den Olympischen Spielen.

## Gestorben
- Artabanos, persischer Königsmörder